# Тлалок
Тлалок, понякога наричан Нухуалпийи, е науатълското име на бога на водата и плодородието в теотиуаканската и ацтекската религии. Под други имена е познат из цялата Централна Америка (Мезоамерика). Името му означава буквално „Този, който кара нещата да поникнат“.
Основно представлявал земните води, по същия начин както Перна̀тата змия Кетцалкоатъл представлявала небесните води и стихии.

## Мит
Ацтеките смятали, че Тлалок не е един от основните богове на сътворението; вярвали, че други богове го били сътворили. Явява се в много централноамерикански култури. В календара на ацтеките Тлалок е осмият владетел на деня и деветият господар на нощта. Изобразяват го носещ мантия от облаци, с корона от пера на жерави и на краката си носи сандали от пяна, а в ръцете кречетала, за да предизвиква гръмотевици.
- Представяне на Тлалок в кодекса Борджия
- Кетцалкоатл редом с Тлалок

## Семейство
В космологията на тласкалтеките (tlaxcalteca), Тлалок се жени първо за богинята на красотата Шочикетцал (науатл: Xochiquetzal), но Тецкатлипока я отвлича. Тлалок повторно се жени този път за Чалчиуитликуе (Chalchihuitlicue) или Матлалкуейе (Matlalcueje). Тлалок има и по-голяма сестра – Уичтоциуатл (Уиштосиуатл, Huixtocihuatl).

## Местожителство
Ацтеките вярвали, че той живеел в място, наричано Тлалокан, с другарката си Чалчиутликуйе („носещата изумрудена пола“), също наричана Матлалкуейе („носещата зелена пола“) – богиня на езерата, потоците и реките. Тлалокан било и мястото, където „живеели“ удавените.

## Основно светилище
Половината от големия храм (Хуеи Теокайи) в Теночтитлан – столицата на ацтеките, била била боядисана в бяло и синьо и била посветена на Тлалок тъй като и в миналото и днес тропическо Мексико зависи от дъждовете. Другата половина била посветена на основното божество на мешиките – бога на войната Уицилопочтли. Култовите обреди към Тлалок там не съвпадали с тези на Уицилопочтли, макар също да имали цикличен характер. Те съответствували на сезонните промени или продължителна суша. В основното светилище са намерени много и явни следи от човешки жертвоприношения.

## Култ
Тлалок бил един от най-страхопочитаните богове, поради властта му над светкавицата и гръмотевицата и поради властта му над дъждовете, които предизвиквали изобилие, а липсата им – глад и смърт.

### Жертвоприношения
Поклонниците на Тлалок извършвали доброволни човешки жертвоприношения, за да го почетат, смятайки го отговорен за периодите на суша и поройните дъждове. Предлагали му най-вече деца. Децата били избирани, за да пищят и да чуят боговете принасяната жертва. Начинът по който се принасяли децата на Тлалок бил често различен от общоприетото жертвоприношение (чрез изтръгване на сърцето). Както подобава за един воден бог, децата жертви били удавяни.
Във връзка с Тлалок е и божеството на маите Чаак, което често се среща в близост до комплекси на Тлалок и полегналата му фигура се използва за жертвен олтар. Поради тази причина някои историци смятат за доста вероятно и традиционното приношение на сърца в блюдото на Чаак за Тлалок.

### Мексиканските пирамиди
Въз основата на развития култ към Тлалок изниква един град легенда. В историята на местното население на днешно Мексико, Тлалок е митичният основател на културата на Теотихуакан. „Пернатата змия“ и Тлалок съжителствуват в стенописите и скулптурните елементи на комплекса. Пирамидите на Тлалок и Кетцалкоатл са по-малки от тези на слънцето и луната, но също са стъпаловидни, покрити са не с каменни плочи или блокове, а с дребни камъни. По стръмни стъпала вярващите се изкачвали с лице, а слизали (по необходимост) на една страна, без да показват на бога задните си части, напускайки комплекса.
Пак благодарение на Тлалок тази култура напуска поселището си в Теотихуакан и се пренася в по-влажния крайбрежен юг. Изградените пирамидни комплекси са едни от най-посещаваните археологически паметници на Мексико – мексиканските високи пирамиди, намиращи се на 32 км на североизток (около час с кола) извън град Мексико сити. Комплексът е изумителен с монументалната си геометрия и размери, които не са напълно разкрити, и са доста разрушени, тъй като античните развалини били използвани от наследниците на античната епоха за изграждане на новия град.

### Упадък
Историческите изследвания са почти сигурни, че период на продължителна суша, независимо от многобройните жертвоприношения, слага край на местното почитане на Тлалок и напускането на Теотихуакан. Жреците съумели да убедят вярващите, че сушата е наказание от божеството.
След упадъка на града Теотихуакан, култът към Тлалок се пренася към Оахака и в частност в Туле, Митла и Монте Албан, а оттам и измежду науатълските племена.
Смята се, че теотиуанканските жреци са имали контакти с маите и оттам са заимствали формата на бога Чаак, който също има роля на дъждовен бог и е интересен с разнообразието на формите приписвани му от маите.